# Иванченко, Раиса Петровна
Раи́са Петро́вна Ива́нченко (р. 1934) — советский и украинский историк, писательница, поэтесса, публицист.. Член СПУ (с 1977 года).

## Биография
Родилась 30 ноября 1934 года в Гуляйполе (ныне Запорожская область, Украина). В 1957 году окончила исторический факультет КГК имени Т. Г. Шевченко. Была на журналистской работе: в июне — октябре 1957 года — заведующий отделом информации редакции газеты «Молодежь Украины», в 1957—1965 годах работала в редакции иновещания Украинского радио.
Член КПСС с 1966 года.
В 1967 году по окончании аспирантуру КГК имени Т. Г. Шевченко защитила кандидатскую диссертацию «Место Михаила Драгоманова в общественно-политическом движении России и Украины во второй половине 19 века».
За публикации, посвященные Михаилу Драгоманову, в частности повесть «Предчувствие весны» (1970), монография «Михаил Драгоманов в общественно-политическом движении России и Украины (вторая половина 19 века)» (1971), роман «Клятва» (1971), подверглась критике партийного и советского руководства.
С 1967 года преподавала в КГУ имени Т. Г. Шевченко: в 1967—1987 годах — ассистент, старший преподаватель, доцент кафедры истории Украины, в 1987—1993 годах — доцент кафедры истории народов России.
С 1994 года — доцент, с 1996 года — профессор кафедры теории и истории культуры Украины Киевского института культуры (ныне — Киевский национальный университет культуры и искусств).
С 1996 года — профессор и заведующий кафедры общественных наук Киевского международного университета. Кандидат исторических наук (1967). В 1994—1996 годах была председателем Киевской краевой организации Всеукраинского общества «Просвита» имени Тараса Шевченко.
С 1998 года — председатель благотворительного братства святой княгини Ольги при Украинской православной церкви Киевского патриархата.

## Премии и награды
- отличник образования Украины (1997)
- заслуженный деятель искусств Украины (1999)
- Государственная премия Украины имени Тараса Шевченко (1996) — за тетралогию о Киевской Руси: «Измена, или Как стать властелином», «Гнев Перуна», «Золотые стремена», «Яд для княгини»[2].
- орден «За заслуги» III степени (2004)
- орден «За заслуги» II степени (2007)
- орден святой Великомученицы Варвары (2004)
- медали «За трудовую доблесть», «Ветеран труда» (1986).